# Roman Niedziółka
Roman Niedziółka – doktor habilitowany w dziedzinie nauk rolniczych w dyscyplinie zootechnika. Profesor Uniwersytetu Przyrodniczo-Humanistycznego w Siedlcach. W latach 2012-2016 wicedyrektor, a w latach 2016-2019 Dyrektor Instytutu Zootechniki i Rybactwa na tejże uczelni. Od 2020 roku członek Senatu Uniwersytetu Przyrodniczo-Humanistycznego w Siedlcach.

## Życiorys
W 1999 roku uzyskał stopień doktora inżyniera nauk rolniczych w dyscyplinie zootechnika na podstawie rozprawy pt. „Charakterystyka produkcyjna i hodowlana polskiej owcy nizinnej na podstawie wybranych stad na Podlasiu” napisanej pod kierunkiem prof. zw. dr hab. Wiesława Szeligi. Stopień doktora habilitowanego nauk rolniczych w dyscyplinie zootechnika uzyskał w 2010 roku na podstawie dzieła pt. „Porównanie wartości rzeźnej i jakości mięsa koziołków i tryczków”.

## Działalność naukowa
Jego działalność naukowa skupia się głównie wokół tematyki chowu i hodowli owiec i kóz, wpływu parametrów środowiskowych na produkcyjność zwierząt, oceny hodowlanej owiec i kóz, ekologicznej produkcji jagnięciny i serów kozich oraz oceny biometryczej i behawioralnej zwierząt towarzyszących. Jest autorem publikacji naukowych z tego zakresu w czasopismach znajdujących się w bazach Web of Science i Scopus.

## Nagrody i odznaczenia
Odznaczony Medalem Srebrnym Za Długoletnią Służbę, Medalem za Zasługi dla Siedleckiej Uczelni oraz Odznaką honorową "Zasłużony dla Rolnictwa".